# Verna Gillis
Verna Gillis (* 14. Juni 1942 in New York City) ist eine Ethnomusikologin, die vor allem als Musikproduzentin von traditioneller Musik hervorgetreten ist.

## Leben und Wirken
Gillis lehrte nach einer Promotion in Musikethnologie als Assistant Professor am Brooklyn College von 1974 bis 1980 und an der Carnegie Mellon University von 1988 bis 1990.
Zwischen 1972 und 1978 nahm Gillis traditionelle Music in Afghanistan, Iran, Kaschmir, Haiti, der Dominikanischen Republik, Peru, Surinam, Ghana und den USA auf, die sie vor allem bei Smithsonian Folkways und Lyrichord Discs veröffentlichte. Seit 1976 veranstaltete sie gemeinsam mit dem Bildhauer Bradford Graves (1939–1998) Poetry in Public Places. 1979 eröffnete sie in Manhattan die multikulturelle Spielstätte Soundscape, die sie bis 1987 betrieb. Einige Produktionen von dort erschienen beim japanischen Label DIW als Live from Soundscape; dort veröffentlichte sie auch ein großes Tributkonzert Interpretations of Monk, das vier CDs umfasste und kurz vor dessen Tod im November 1981 stattfand. Dann unterstützte sie als Managerin die Karriere von Youssou N’Dour, Yomo Toro, Salif Keita, Habib Faye und Carlinhos Brown, produzierte auch Alben von Daniel Ponce und L. Subramaniam und nahm in Kuba und in Mali traditionelle Musik auf.
Im Jahr 2000 wurde sie für das Album Live in New York von Archie Shepp/Roswell Rudd für einen Grammy in der Produzenten-Kategorie nominiert, im Folgejahr für die Produktion von Roswell Rudds MALIcool.
Gilles war auch als Schauspielerin tätig und führte ihr Ein-Personen-Stück Tales from Gerriassic Park – On the Verge of Extinction auf. Sie schrieb mehrere Songs, etwa I Look in the Mirror, den Roswell Rudd mit Fay Victor interpretierte. Als Sängerin ist sie auf Don Cherrys Album Brown Rice zu hören. Auch verfasste sie zwei Bücher mit Humoresken.

## Diskographische Hinweise
- 1973 Folk Music from Afghanistan: In Kabul (Lyrichord LLST 7259)
- 1973 Folk Music from Kashmir: On Lake Dal (Lyrichord LLST 7260)
- 1973 Folk Music from Iran: Luristan and Fars Provinces (Lyrichord LLST 7261)
- 1976 The Island of Quisqueya - Dominican Republic - Vol. I (Folkways FE 4281)
- 1976 The Island of Española - Dominican Republic - Vol. II (Folkways FE  4281)
- 1976 Cradle of the New World - Dominican Republic - Vol. III (Folkways FE 4283)
- 1976 Peru: Music from the Land of Macchu Picchu (Lyrichord LLST 7294)
- 1976 Vodun: Radad Rite for Erzulie - Haiti (Folkways FE  4491)
- 1977 Suriname - Javanese Music (Lyrichord LLST 7317)
- 1978 Songs from the North - Dominican Republic - Vol. LV (Folkways FE 4284)
- 1978 Rara in Haiti - Gaga in the Dominican Republic (Folkways 4531)
- 1978 Kora Music from the Gambia - Foday Music Suso (Folkways FW 8510)
- 1978 Anpao - An American Indian Odyssey (Folkways FC 7776)
- 1978 Ghana - Music of the Northern Tribes (Lyrichord LLST 7321)
- 1978 Music of the Dagomba from Ghana (Folkways FTS 32425)
- 1979 Comanche Flute Music Played by Doc Tate Nevaquaya (Folkways FE 4328)
- 1979 Music of the Ashanti of Ghana (Folkways FE 4240)
- 1979 David Honeyboy Edwards – Mississippi Delta Blues Singer (Folkways FTS 32425)
- 1979 Rev. Audrey Bronson – Are You Ready for Christmas? (Folkways FS 32425)
- 1980 African, New York – Drum Masterpieces with Ladji Camara (Lyrichord LLST 7345)
- 1981 South Indian Strings – L. Subramaniam (Lyrichord LLST 7350)
- 1981 Merengues from the Dominican Republic (Lyrichord LLST 7351)
- 1981 Traditional Women’s Music from Ghana (Folkways FE 4257)
- 1981 From Slavery to Freedom – Music of the Saramaka Maroons of Suriname (Lyrichord - List 7354)
- 1982 Nicholas Guillen – Poet Laureate of Revolutionary Cuba (Folkways FI 9941)
- 1985 Music of Cuba (Folkways FE 4064)
- 2019 Tales from Gerriassic Park – On the Verge of Extinction (Author’s Republic)

## Schriften
- I Just Want to be Invited – I Promise Not to Come. 2012.
- I’ll Never Know If I Would Have Gotten The Same Results if I’d Been Nice. 2015, ISBN 978-0-692-49204-8.